# Гадсден (округ)
Га́дсден (англ. Hadsden county) — округ штата Флорида Соединённых Штатов Америки. На 2000 год в нем проживало 45 087 человек. По оценке бюро переписи населения США в 2005 году население округа составляло 46 428 человек. Окружным центром является город Куинси.
Округ Гадсден — единственный округ во Флориде, где среди населения преобладают афроамериканцы.

## История
Округ Гадсден был сформирован в 1823 году. Он был назван в честь Джэймса Гадсена из Южной Каролины, служивший адъютантом у Эндрю Джексона во Флориде в 1818 году.